# Diamant de Nouvelle-Guinée
Erythrura papuana
Espèce
Statut de conservation UICN

 LC  : Préoccupation mineure
Le Diamant de Nouvelle-Guinée, Diamant de Papouasie ou Pape de Papouasie (Erythrura papuana), est une espèce de  passereau vivant en Nouvelle-Guinée appartenant à la famille des Estrildidae.

## Description
Il mesure entre 15,5 et 16,5 cm. Il a un masque bleu couvrant le crâne jusqu'à l'œil, les joues et le menton. Il a le dos, la nuque et les ailes vert mousse. La gorge, la poitrine et le ventre vert anis (vert clair). Il a la queue et le croupion rouges. Le bec est noir et fort.
La femelle a le masque moins étendu. Seul le mâle chante.

## Diamant de Papouasie en Europe
D'après des études récentes[Quand ?] faites par le Dr C. Mettke-Hofman et G. Hofmann, tous les Diamants de Papouasie que l'on trouve en Europe sont en réalité une sous-espèce de Diamant de Kittlitz. Les différences sont que le « faux » Diamant de Papouasie mesure 14 cm au lieu de 16 cm, est plus foncé, a un masque moins étendu et un bec moins fort que le « vrai » Diamant de Papouasie.

## Habitat
Cet oiseau vit sur les versants boisés des montagnes de Nouvelle-Guinée. Il doit se nourrir de graines et de fruits. Son comportement est peu connu.